# Tamten świat samobójców
Wristcutters: A Love Story – film z 2006 roku oparty na scenariuszu oraz reżyserii Gorana Dukicia. Występują między innymi Patrick Fugit oraz Shannyn Sossamon. Akcja filmu rozgrywa się w świecie, do którego trafiają samobójcy.
Scenariusz oparty jest na krótkiej opowieści Etgara Kereta pt. „Obozowicze Knelera”. Istnieje również graficzna wersja tej noweli pod tytułem Pizzeria Kamikaze.

## Opis fabuły
Zia po udanej próbie samobójstwa poprzez podcięcie sobie przegubów, przenosi się do pośmiertnego świata, który życie przypomina to sprzed śmierci z tą jedną różnicą iż jest tu gorzej. W tym świecie Zia zaczyna pracę w Pizzerii Kamikaze, którego szef pomaga nowemu w znalezieniu jakiegoś miejsca do mieszkania. Zia ciągle myśli o swojej byłej dziewczynie z powodu której to właśnie popełnił samobójstwo. Ta dziwna rzeczywistość jest zamieszkiwana przez samobójców, takich jak Zia czy Eugene (Shea Whigham) — rosyjski rockman który żyje tu wraz z matką, ojcem oraz młodszym bratem (wszyscy to ofiary samobójstw). Kreacja Eugene częściowo bazuje na postaci Eugene Hütza wokalisty zespołu Gogol Bordello, którego muzyka została wykorzystana w filmie jako nagrania starego zespołu Eugene. Zabił się on na scenie wylewając pite przez siebie piwo ("Dead Guy Ale", produkowane przez Rogue Brewing Company) na gitarę elektryczną co spowodowało porażenie prądem i w konsekwencji natychmiastowy zgon. Zia i Eugene marnowali wspólnie swój czas siedząc w barach, do czasu gdy Zia dowiedział się, iż jego ex-dziewczyna również znalazła się w świecie samobójców. Wraz z Eugenem rusza w drogę aby odnaleźć ukochaną. Po drodze zabierają oni autostopowiczkę imieniem Mikal (Shannyn Sossamon). Twierdzi ona że znalazła się w tym świecie przez pomyłkę i musi odnaleźć "Kierownictwo" — osoby odpowiedzialne za to miejsce — aby prosić ich o odesłanie jej z powrotem. Ta trójka zagubionych dusz tworzy niepowtarzalny zespół, który podczas swej pośmiertnej podróży spotyka wiele charakterystycznych osób o mniej lub bardziej zaskakującej przeszłości oraz anioła imieniem Kneller (Tom Waits).

## Obsada
- Zia – Patrick Fugit
- Eugene – Shea Whigham
- Mikal – Shannyn Sossamon
- Kneller – Tom Waits
- The King – Will Arnett